# Condylostylus lepidus
Condylostylus lepidus är en tvåvingeart som först beskrevs av Walker 1852.  Condylostylus lepidus ingår i släktet Condylostylus och familjen styltflugor. Inga underarter finns listade i Catalogue of Life.